# Список дипломатичних місій в Естонії

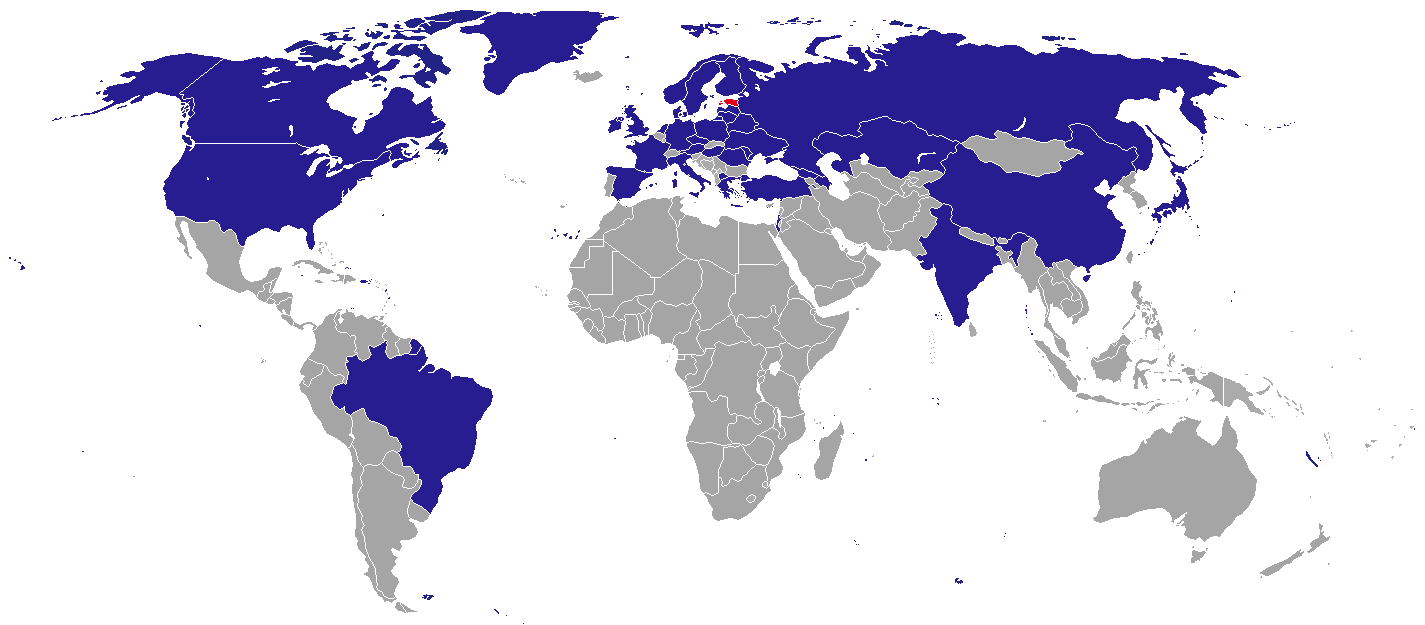
Список дипломатичних місій у Естонії

Список дипломатичних місій в Естонії. Станом на 2016 у місті Таллінн, столиці Республіки, відкрито 30 посольств.

## Посольства
Таллінн
| - Австрія - Азербайджан - Білорусь - Бразилія - КНР - Чехія - Данія - Фінляндія - Франція - Грузія - Німеччина - Греція - Ірландія - Італія - Японія | - Латвія - Литва - Північна Македонія - Молдова - Нідерланди - Норвегія - Польща - Росія - Іспанія - Швеція - Туреччина - Україна - Велика Британія - США |

### Галерея

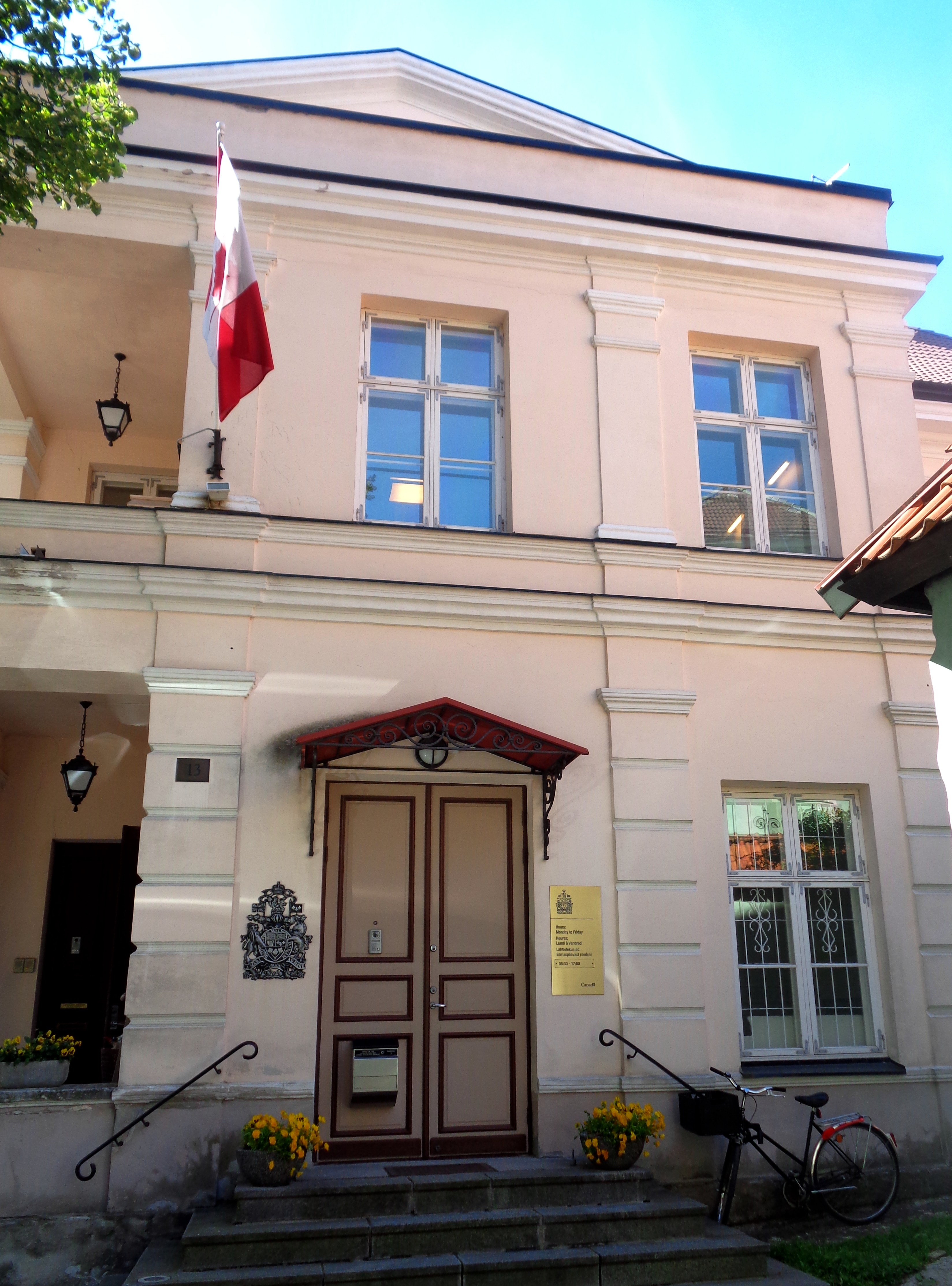
Канада
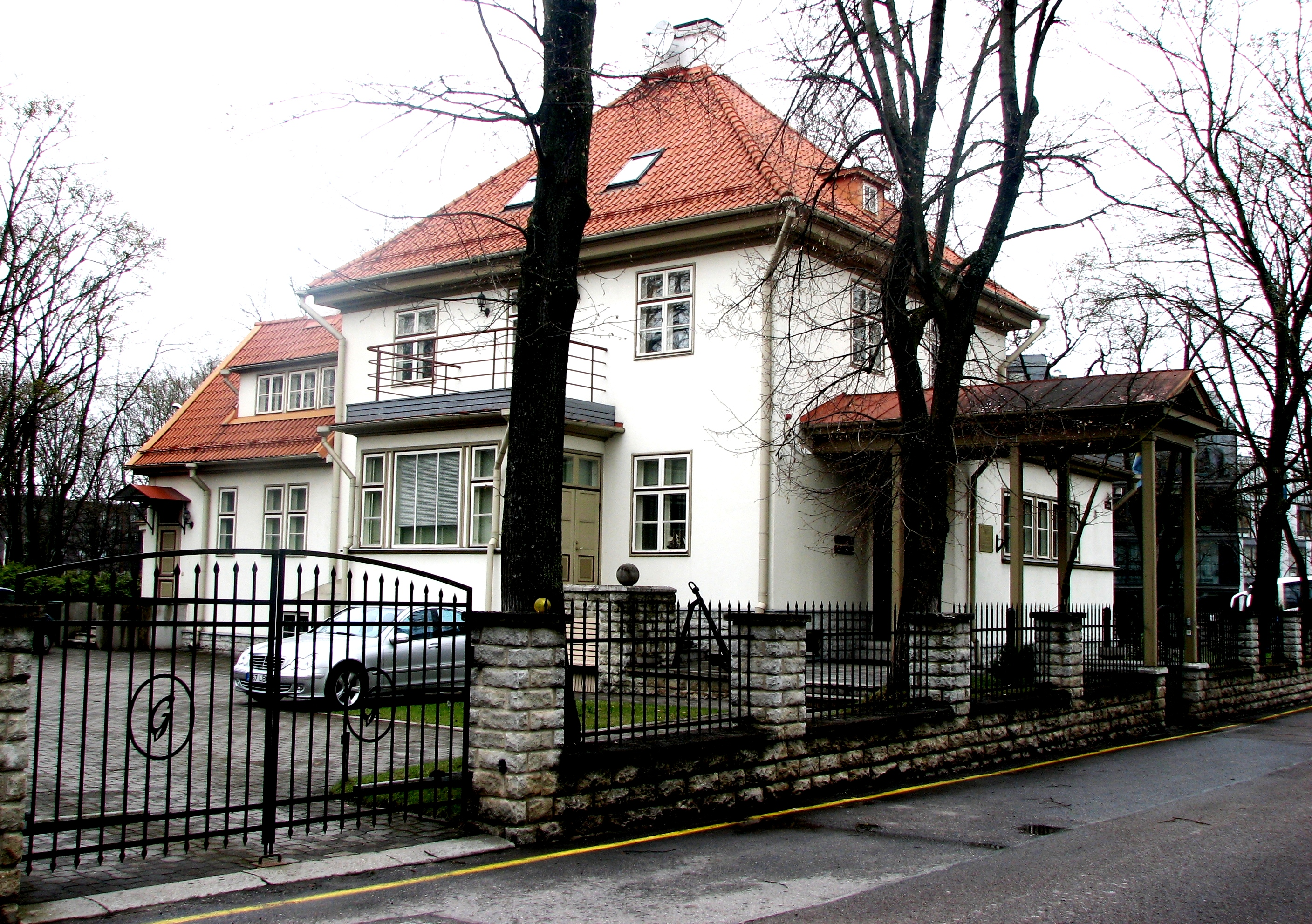
Чехія
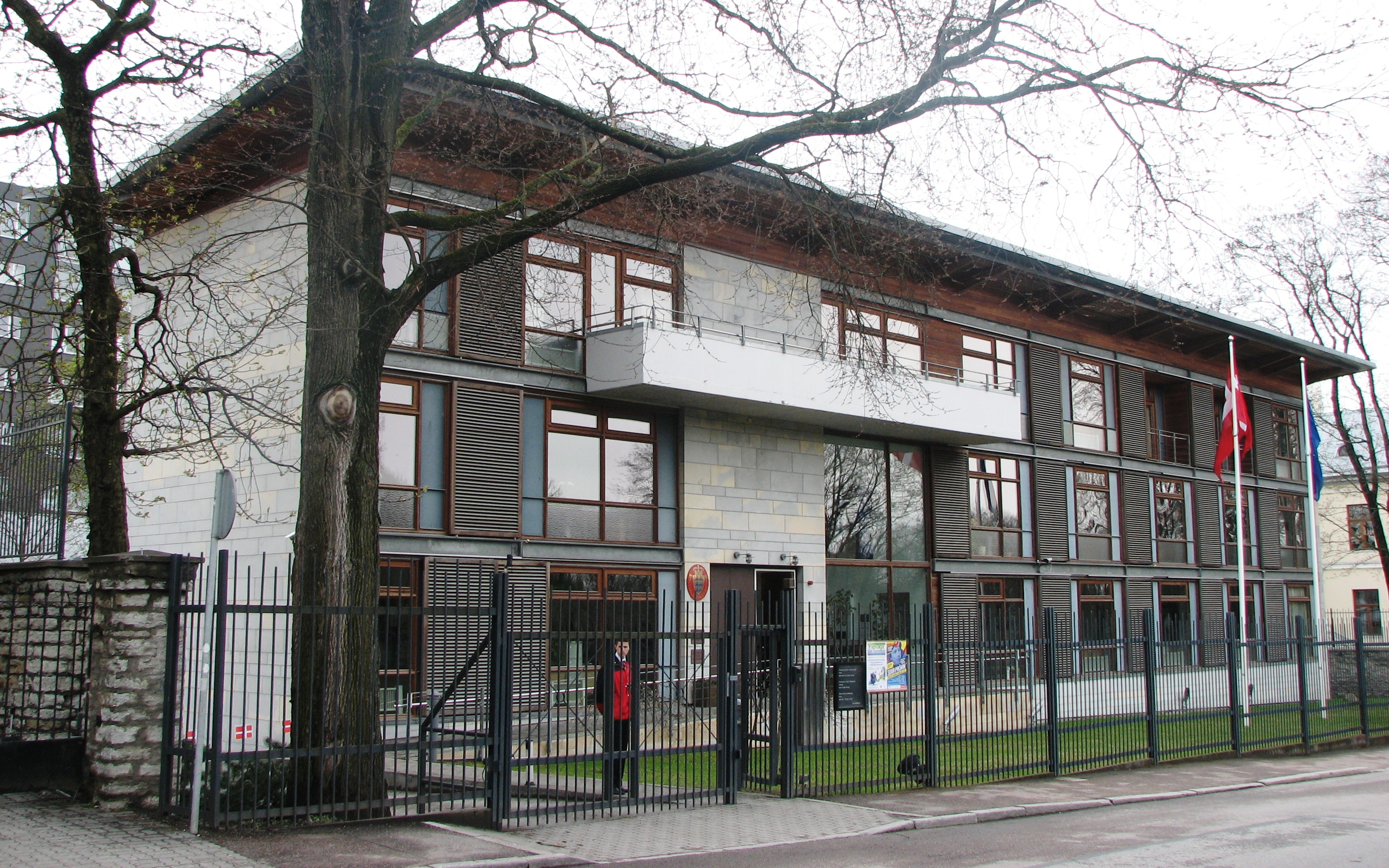
Данія
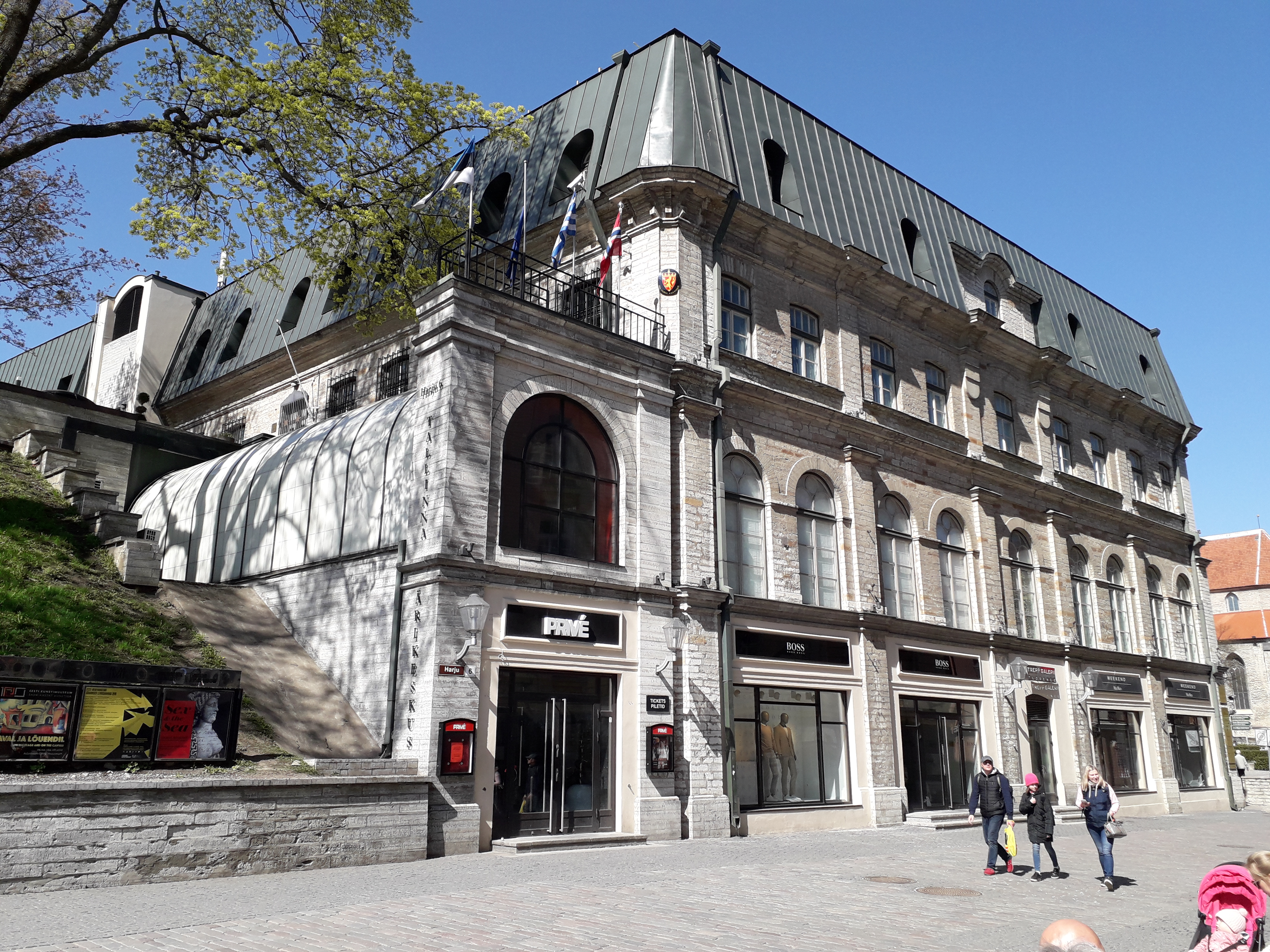
Норвегія
Фінляндія
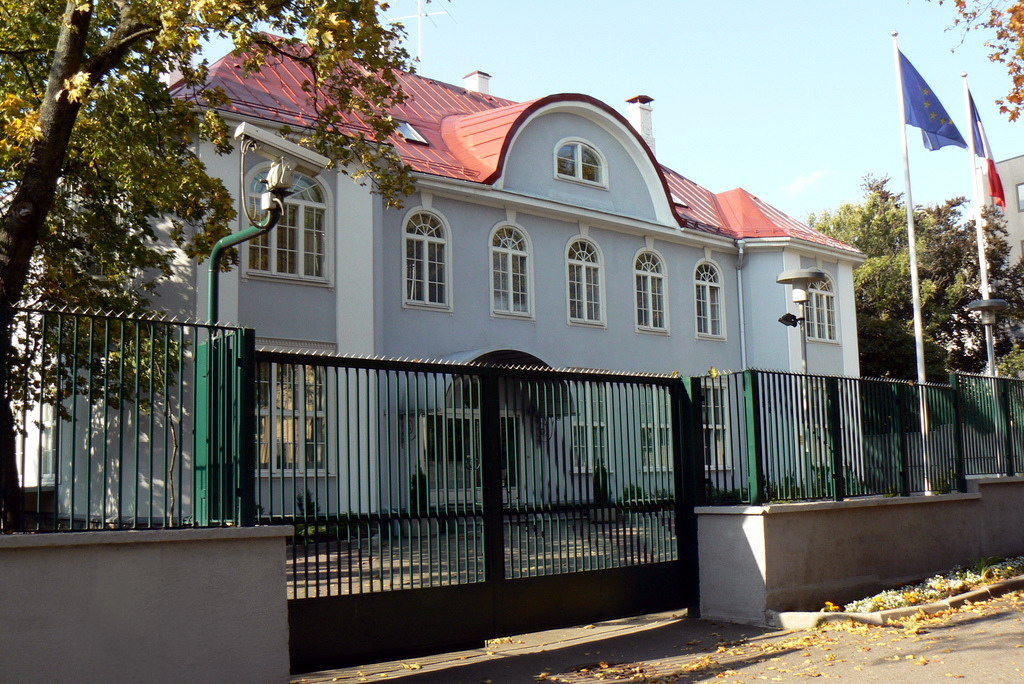
Франція
Японія
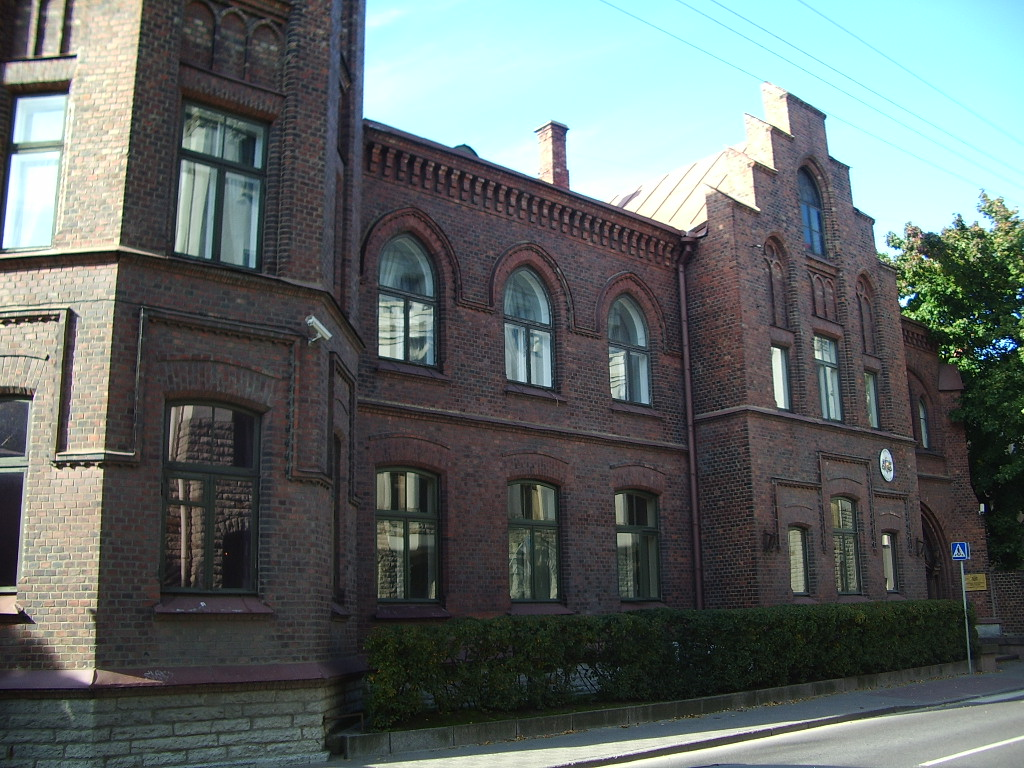
Латвія
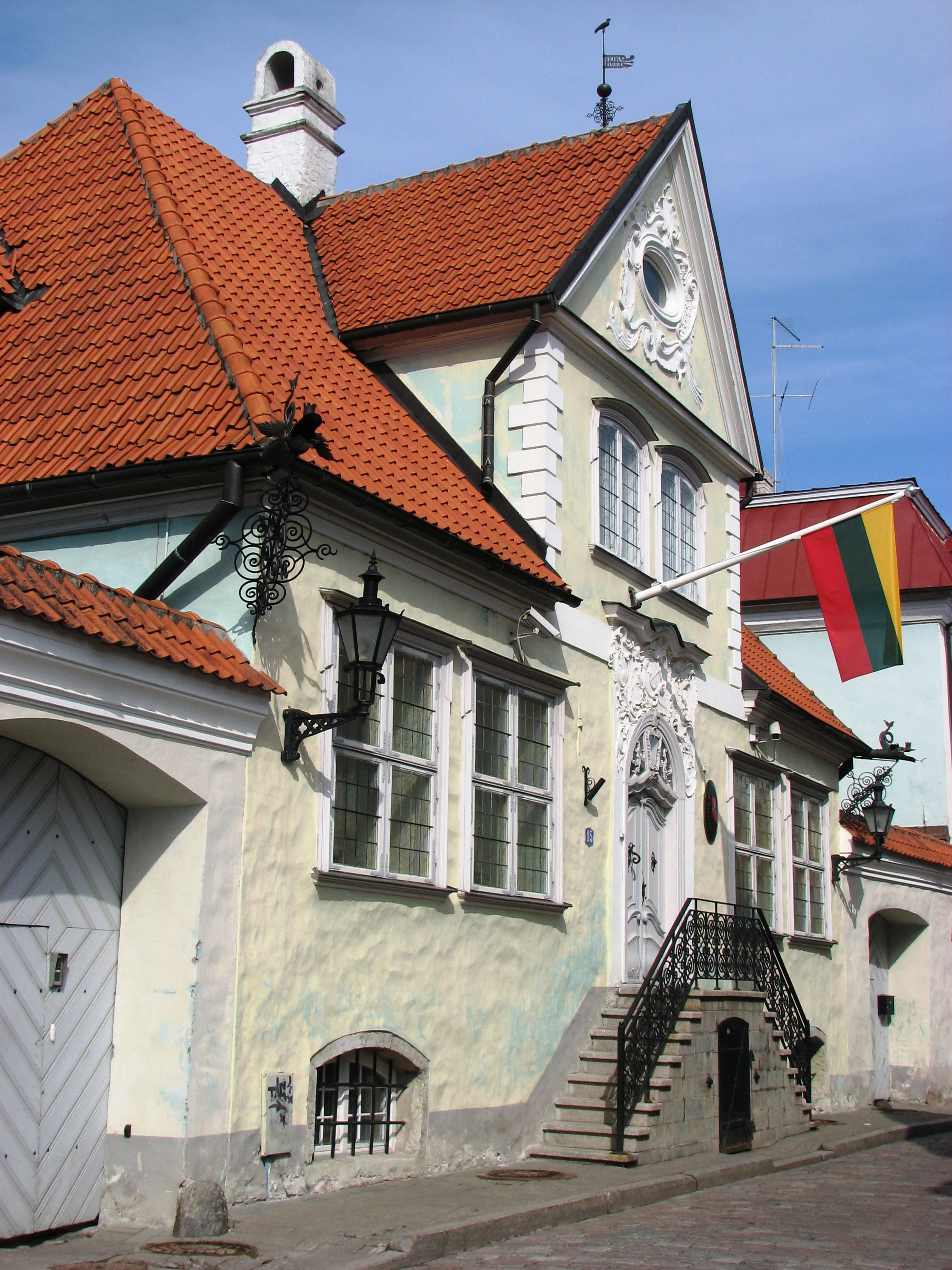
Литва
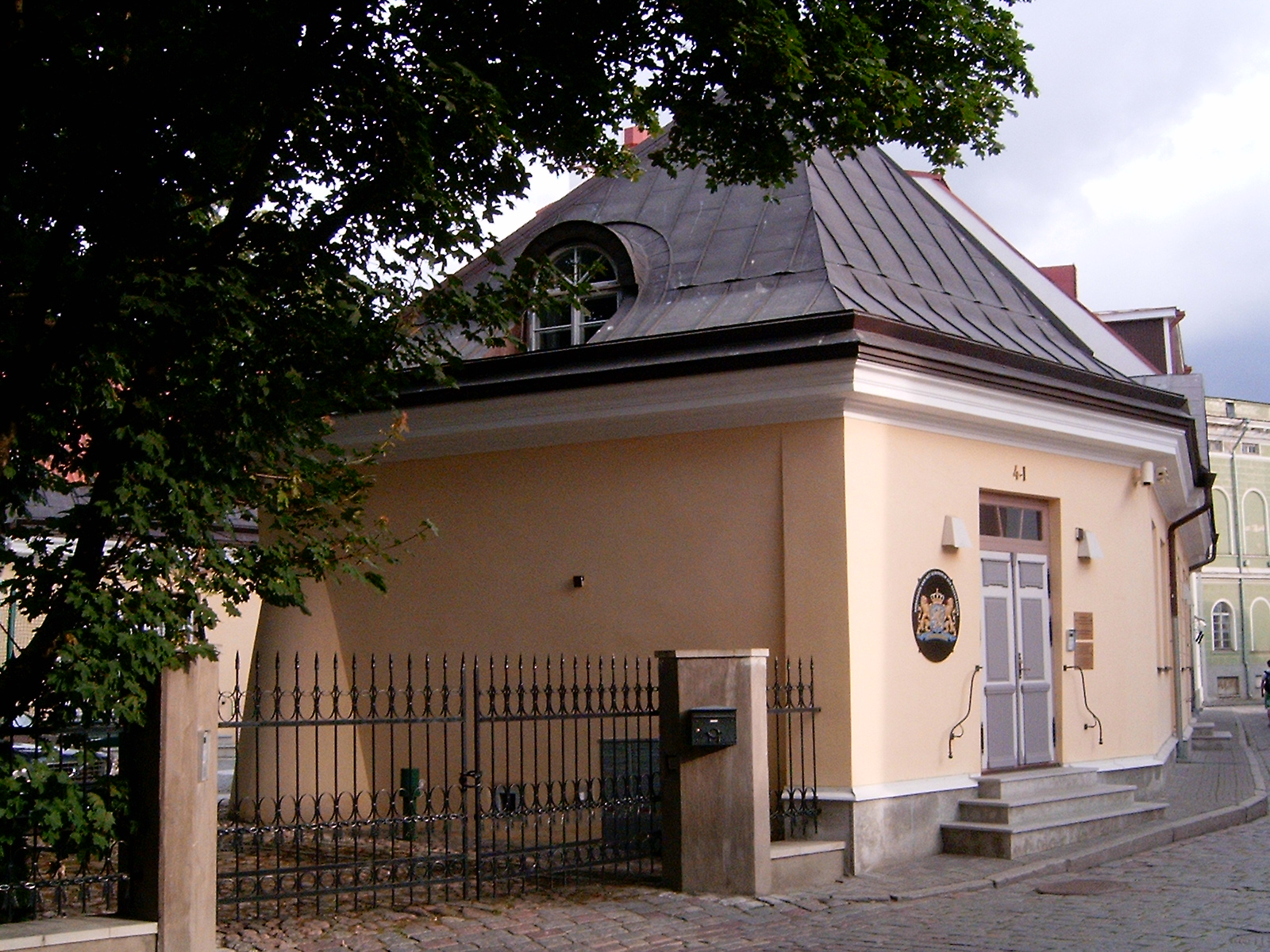
Нідерланди
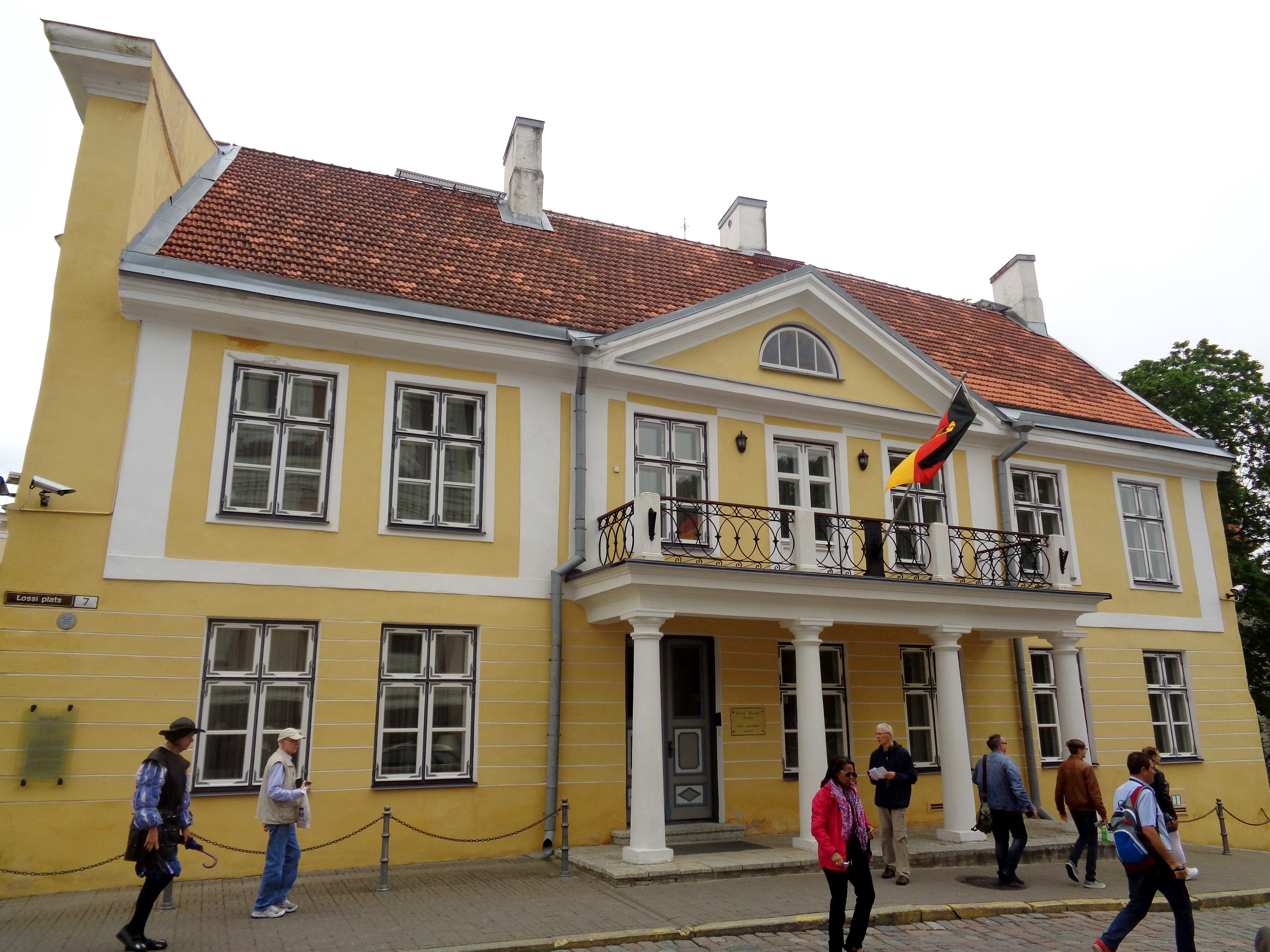
Німеччина
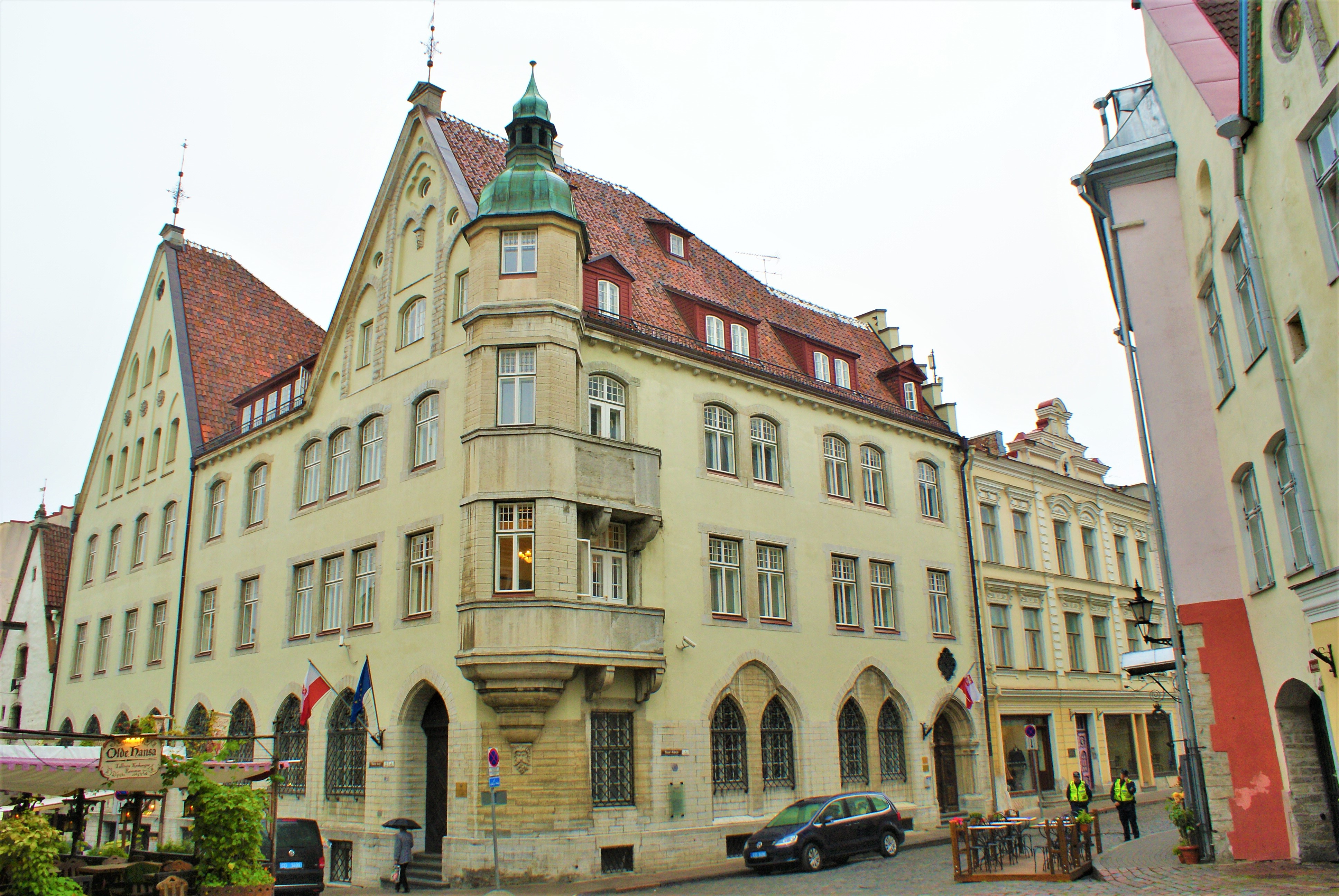
Польща
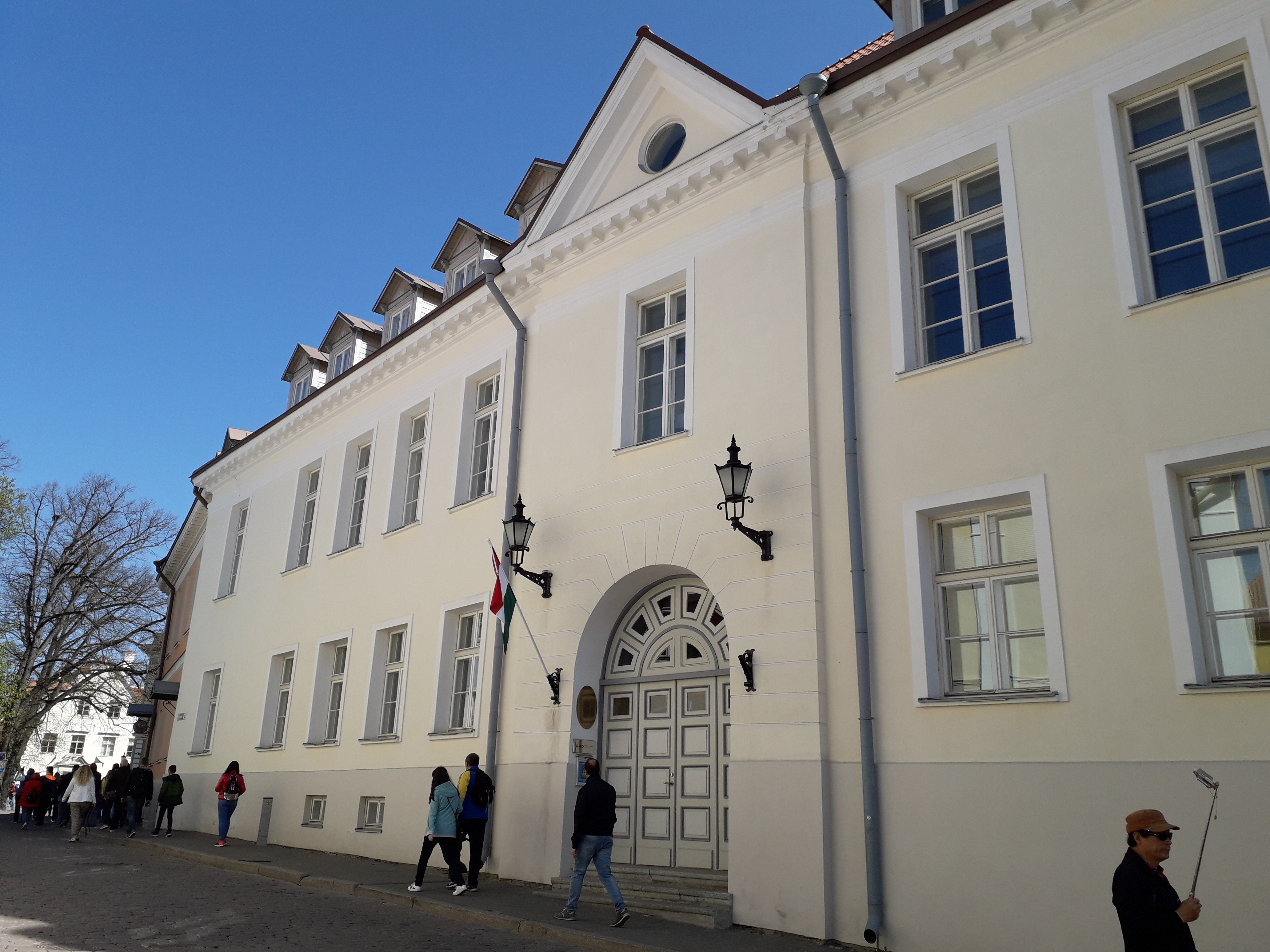
Угорщина
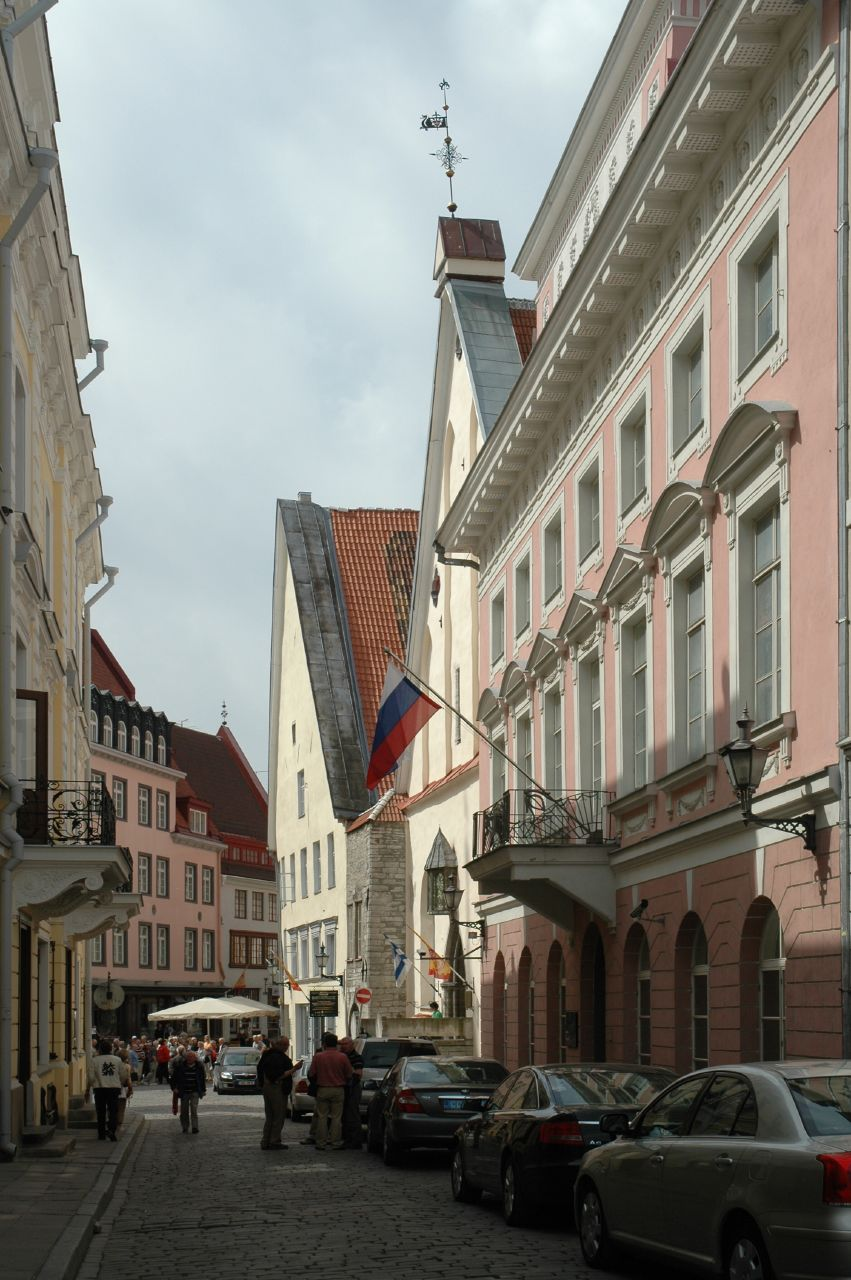
Росія
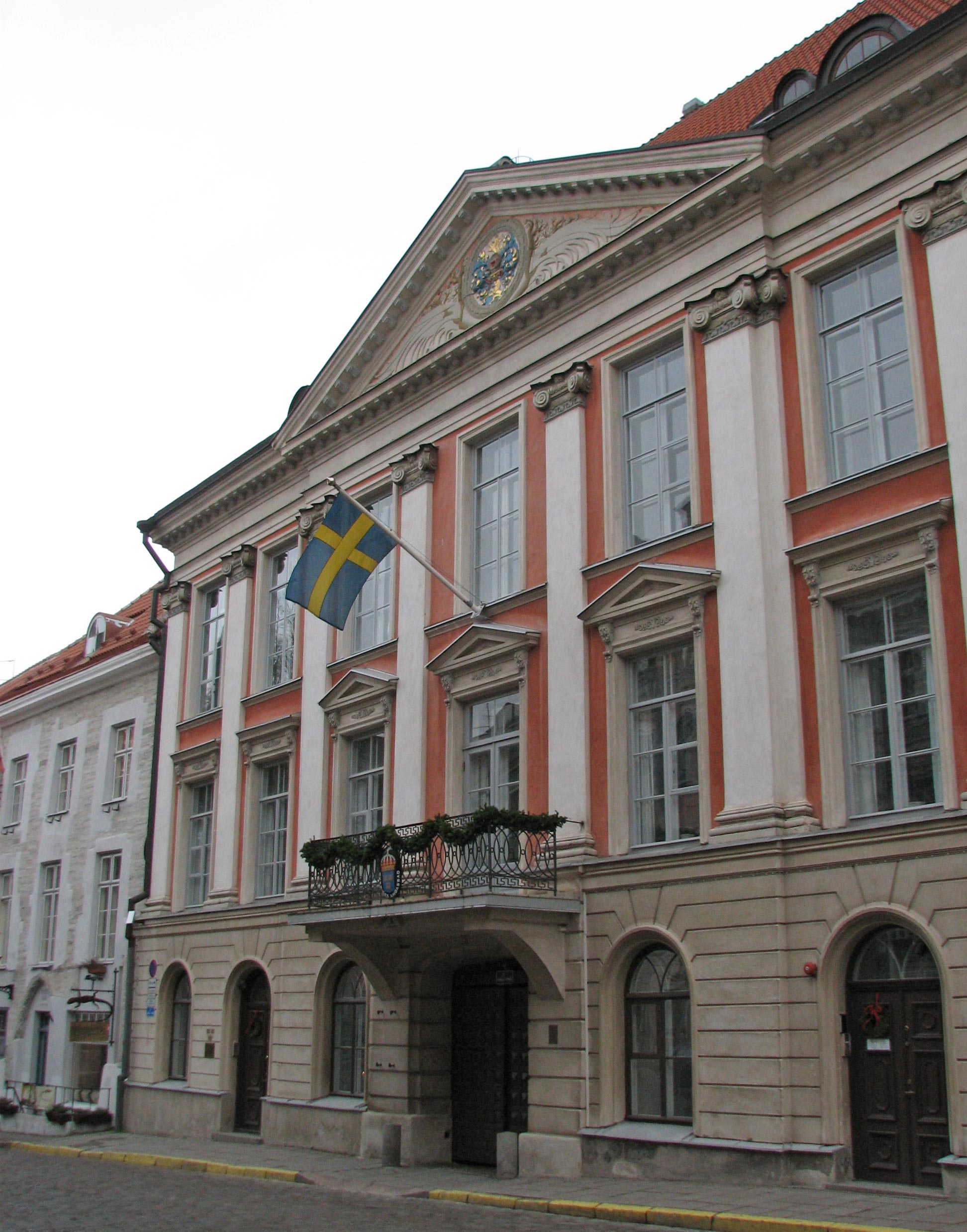
Швеція
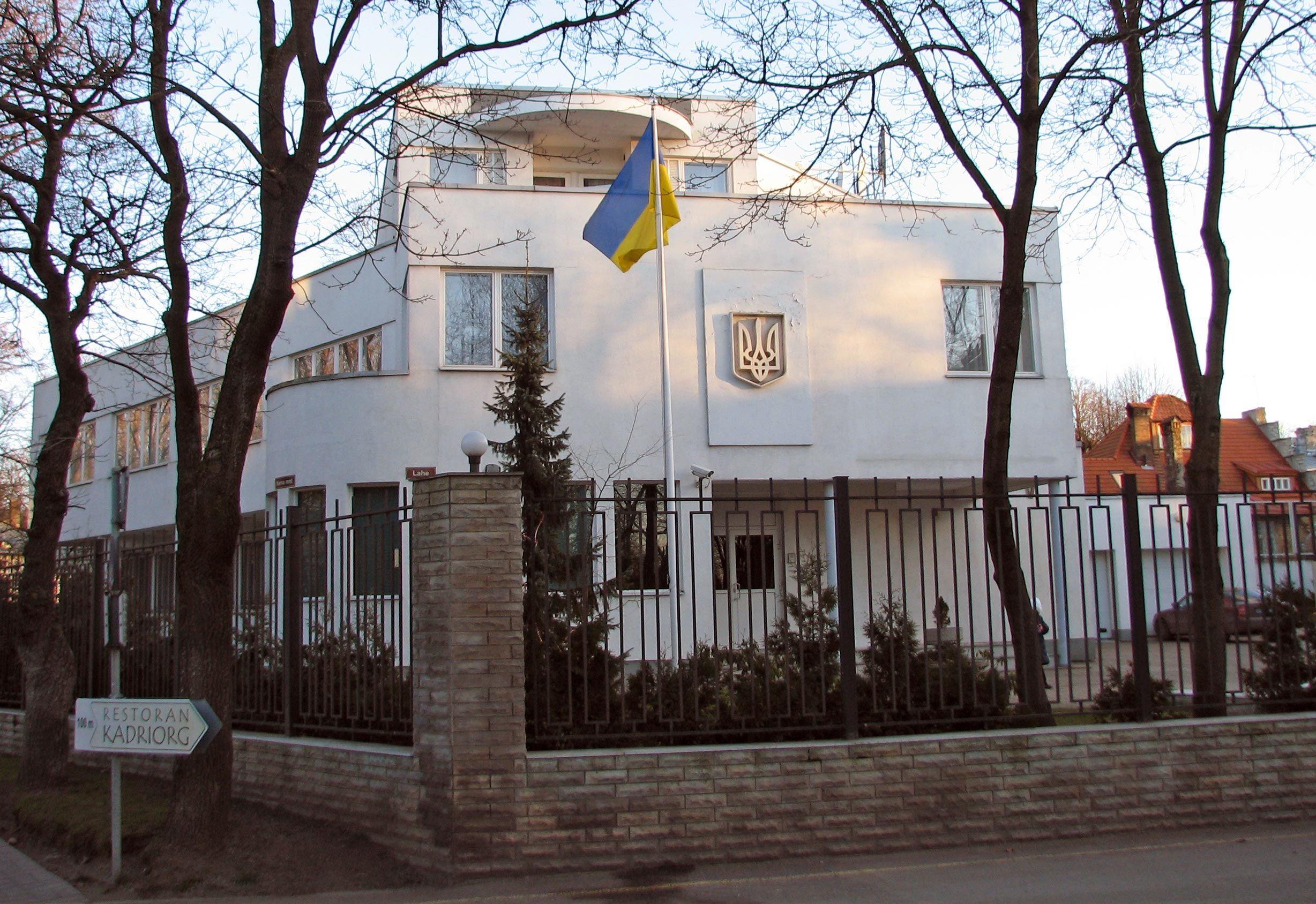
Україна

## Офіси
- Канада (Управління канадського посольства в Ризі)

## Генеральні консульства

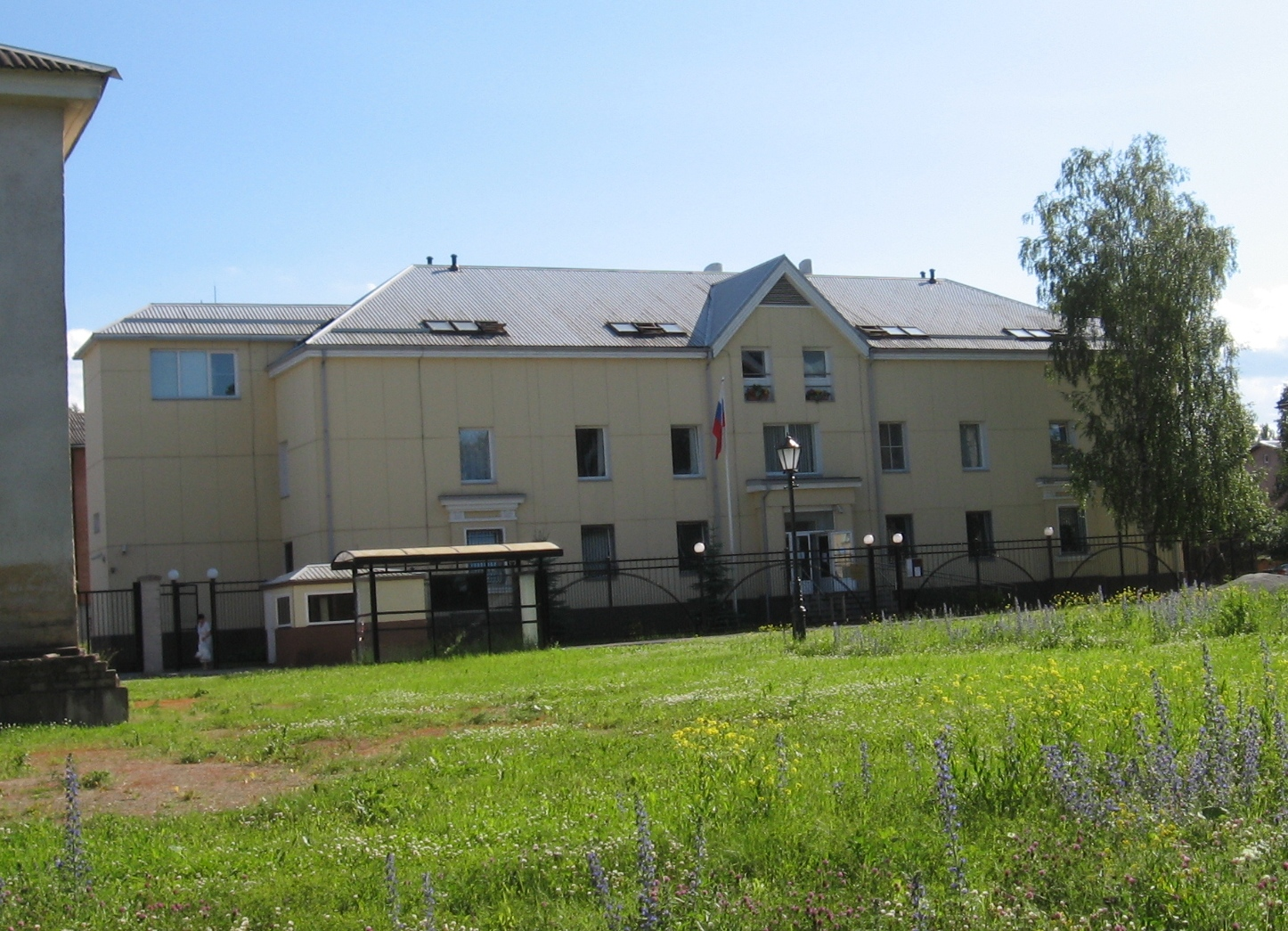
Генеральне консульство Росії в Нарві

- Росія (Нарва)
- Росія (Тарту)

## Акредитовані посольства
Гельсінкі чи у дужках
| - Албанія (Варшава) - Алжир (Варшава) - Андорра (Лісабон) - Ангола (Стокгольм) - Аргентина - Вірменія (Варшава) - Австралія (Стокгольм) - Бангладеш (Москва) - Бельгія - Бенін (Копенгаген) - Болівія (Стокгольм) - Боснія і Герцеговина (Стокгольм) - Ботсвана (Стокгольм) - Болгарія - Буркіна-Фасо (Копенгаген) - Камбоджа (Москва) - Канада (Рига) - Чилі - Колумбія (Варшава) - Коста-Рика (Осло) - Хорватія - Куба - Кіпр - Еквадор (Стокгольм) - Єгипет - Сальвадор (Стокгольм) - Гана (Берлін) - Гватемала (Стокгольм) - Гвінея (Москва) - Ватикан (Вільнюс) - Угорщина - Гондурас (Стокгольм) - Ісландія - Індія - Індонезія - Іран - Ірак - Ізраїль - Йорданія (Гаага) | - Казахстан (Вільнюс) - Південна Корея - Косово (Стокгольм) - Кувейт (Берлін) - Лаос (Берлін) - Ліван (Варшава) - Малайзія (Стокгольм) - Малі (Москва) - Мальта (Валета) - Мавританія (Москва) - Мексика - Монголія (Варшава) - Марокко (Копенгаген) - Непал (Москва) - Нова Зеландія (Варшава) - Нікарагуа - Нігерія (Київ) - Пакистан (Стокгольм) - Панама (Варшава) - Парагвай (Берлін) - Перу - Філіппіни (Варшава) - Португалія - Румунія - Сан-Марино (Сан-Марино) - Сербія - Словаччина (Рига) - Словенія (Копенгаген) - ПАР - Шрі-Ланка (Стокгольм) - Швейцарія - Сирія (Варшава) - Танзанія (Стокгольм) - Таїланд (Стокгольм) - Туніс (Варшава) - Уругвай (Стокгольм) - Венесуела - В'єтнам - Замбія (Стокгольм) |